# Trophée William-Hanley
Pour les articles homonymes, voir Hanley (homonymie).
Le trophée William-Hanley est remis annuellement au joueur de la franchise de hockey sur glace de la Ligue de hockey de l'Ontario avec le meilleur esprit sportif.
Le trophée honore William Hanley, ancien secrétaire de l'association de hockey de l'Ontario pendant 25 années, et a été mis en place en 1974-1975. De 1961 à 1969, le meilleur état d'esprit était récompensé par trophée Max-Kaminsky qui a ensuite été remis au meilleur défenseur à partir de 1970.

## Palmarès

### Trophée Max-Kaminsky
- 1960-1961 – Bruce Draper, St. Michael's Majors de Toronto
- 1961-1962 – Lowell MacDonald, Tiger Cubs de Hamilton
- 1962-1963 – Paul Henderson, Red Wings de Hamilton
- 1963-1964 – Fred Stanfield, Black Hawks de Saint Catharines
- 1964-1965 – Jimmy Peters, Red Wings de Hamilton
- 1965-1966 – Andre Lacroix, TPT de Peterborough
- 1966-1967 – Mickey Redmond, TPT de Peterborough
- 1967-1968 – Tom Webster, Flyers de Niagara Falls
- 1968-1969 – Réjean Houle, Juniors de Montréal
- 1974-1975 – Doug Jarvis, Petes de Peterborough
- 1975-1976 – Dale McCourt, Fincups de Hamilton
- 1976-1977 – Dale McCourt, Fincups de Saint-Catharines
- 1977-1978 – Wayne Gretzky, Greyhounds de Sault Ste. Marie
- 1978-1979 – Sean Simpson, 67 d'Ottawa
- 1979-1980 – Sean Simpson, 67 d'Ottawa

### Trophée William-Hanley
Le trophée n'a exceptionnellement pas été remis en 2021.
- 1980-1981 – John Goodwin, Greyhounds de Sault Ste. Marie
- 1981-1982 – Dave Simpson, Knights de London
- 1982-1983 – Kirk Muller, Platers de Guelph
- 1983-1984 – Kevin Conway, Kingston Canadians
- 1984-1985 – Scott Tottle, Petes de Peterborough
- 1985-1986 – Jason Lafreniere, Bulls de Belleville
- 1986-1987 – Scott McCrory, Generals d'Oshawa et Keith Gretzky, Steelhawks de Hamilton
- 1987-1988 – Andrew Cassels, 67 d'Ottawa
- 1988-1989 – Kevin Miehm, Generals d'Oshawa
- 1989-1990 – Mike Ricci, Petes de Peterborough
- 1990-1991 – Dale Craigwell, Generals d'Oshawa
- 1991-1992 – John Spoltore, Centennials de North Bay
- 1992-1993 – Pat Peake, Red Wings Junior de Détroit
- 1993-1994 – Jason Allison, Knights de London
- 1994-1995 – Vitali Iatchmeniov, Centennials de North Bay
- 1995-1996 – Jeff Williams, Storm de Guelph
- 1996-1997 – Alyn McCauley, 67 d'Ottawa
- 1997-1998 – Matt Bradley, Frontenacs de Kingston
- 1998-1999 – Brian Campbell, 67 d'Ottawa
- 1999-2000 – Mike Zigomanis, Frontenacs de Kingston
- 2000-2001 – Brad Boyes, Otters d'Érié
- 2001-2002 – Brad Boyes, Otters d'Érié
- 2002-2003 – Kyle Wellwood, Spitfires de Windsor
- 2003-2004 – André Benoit, Rangers de Kitchener
- 2004-2005 – Jeff Carter, Greyhounds de Sault Ste. Marie
- 2005-2006 – Wojtek Wolski, Battalion de Brampton
- 2006-2007 – Tom Pyatt, Spirit de Saginaw
- 2007-2008 – Nick Spaling, Rangers de Kitchener
- 2008-2009 – Cody Hodgson, Battalion de Brampton
- 2009-2010 – Ryan Spooner, Petes de Peterborough
- 2010-2011 – Jason Akeson, Rangers de Kitchener
- 2011-2012 – Brandon Saad, Spirit de Saginaw
- 2012-2013 – Tyler Graovac, Bulls de Belleville
- 2013-2014 – Connor McDavid, Otters d'Érié
- 2014-2015 – Dylan Strome, Otters d'Érié
- 2015-2016 – Mike Amadio, Battalion de North Bay
- 2016-2017 – Nicholas Suzuki, Attack d'Owen Sound
- 2017-2018 – Nicholas Suzuki, Attack d'Owen Sound
- 2018-2019 – Nicholas Suzuki, Storm de Guelph
- 2019-2020 – Nicholas Robertson, Petes de Peterborough
- 2021-2022 – Wyatt Johnston, Spitfires de Windsor
- 2022-2023 – Evan Vierling, Colts de Barrie
- 2023-2024 – Jett Luchanko, Storm de Guelph